# Frauen-Handballnationalmannschaft der DDR
Die Frauen-Handballnationalmannschaft der DDR vertrat ab 1951 die  Deutsche Demokratische Republik bei Länderspielen und internationalen Turnieren im Handball. Sie wurde vom Deutschen Handballverband organisiert.
Die Mannschaft wurde dreimal Weltmeisterin und einmal Dritte. Sie gewann außerdem die Silbermedaille bei den Olympischen Spielen 1976 sowie die Bronzemedaille bei den Olympischen Spielen 1980 und war somit als eine der stärksten Frauen-Handballmannschaften der Welt einzuordnen. Viermal blieb sie in zwanzig oder mehr aufeinanderfolgenden Länderspielen ungeschlagen.
Die DDR-Auswahl der Frauen trat zwischen 1956 und 1990 in 641 Hallen- bzw. Kleinfeld-Länderspielen an, von denen sie 470 gewinnen und 56 unentschieden gestalten konnte. Demgegenüber stehen nur 115 Niederlagen. Ihre letzten vierzehn Spiele bestritt die Auswahl noch nach der deutschen Wiedervereinigung. An der Weltmeisterschaft im November/Dezember 1990 nahm sie als zweite deutsche Mannschaft neben der DHB-Auswahl teil. Dort bestritt sie auch ihre letzte Partie, in der ausgerechnet die andere deutsche Mannschaft ihr Gegner war. Die DHV-Auswahl gewann dieses Spiel mit 25:19. Dies war im insgesamt zwölften „deutsch-deutschen“ Vergleich der elfte Sieg für die DHV-Auswahl. Lediglich bei der Qualifikation zur Weltmeisterschaft 1962 gelang es einer DHB-Auswahl, die DDR-Mannschaft zu schlagen.
Rekordspielerin der Auswahl ist Petra Uhlig mit 282 Einsätzen vor Evelyn Hübscher (270) und Katrin Mietzner (260). Beste Torschützin ist Katrin Mietzner mit 1095 Treffern vor Evelyn Hübscher (845) und Kristina Richter (880). Die meisten Siebenmetertreffer erzielte Petra Uhlig (276).
Im Feldhandball (Großfeld) bestritt die Auswahl zwischen 1951 und 1964 insgesamt 31 Länderspiele, wobei sie 23 Mal siegreich blieb. 2 Partien endeten Remis, 6 gingen verloren. Rekordspielerin und -torschützin im Feldhandball ist Inge Schanding mit 21 Einsätzen und 43 Toren.

## Teilnahme an Meisterschaften

### Handball-Weltmeisterschaft

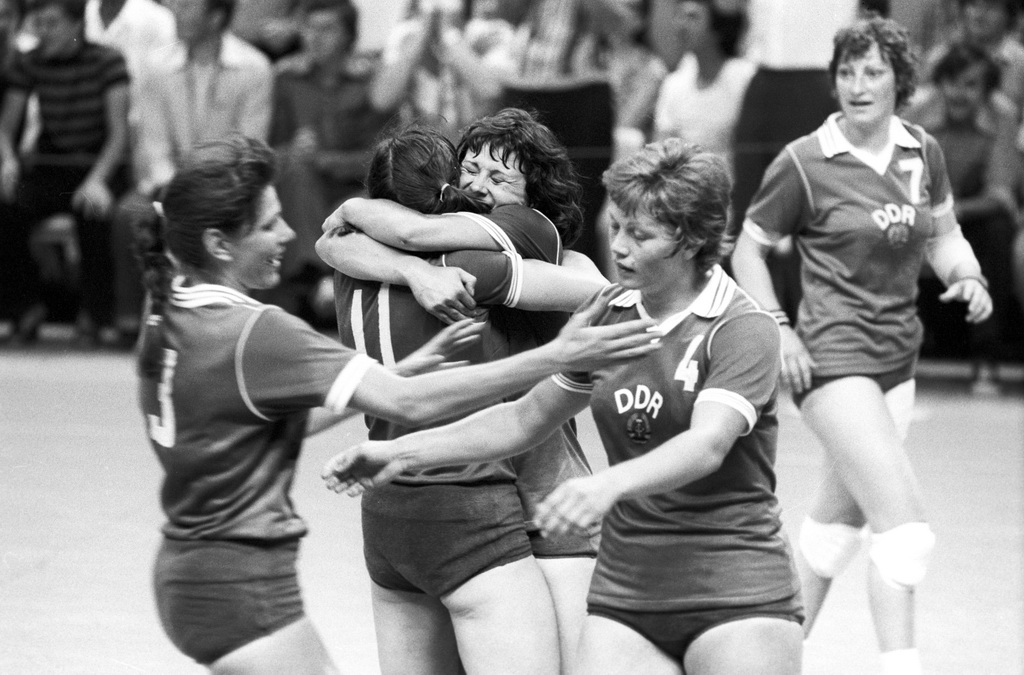
Spielszene bei der Olympiade 1980

| Veranstaltung          | Platz | Trainer                         | Spielerinnen |
| ---------------------- | ----- | ------------------------------- | --- |
| Weltmeisterschaft 1971 | 1.    | Hans Becker                     | Hannelore Burosch, Edelgard Rothe, Hannelore Zober, Bärbel Braun, Petra Kahnt, Barbara Helbig, Waltraud Kretzschmar, Bärbel Starke, Maria Winkler, Renate Breuer, Adelheid Dobrunz, Kristina Hochmuth, Barb Heinz, Liane Michaelis, Brigitte Lück, Waltraud Mester    |
| Weltmeisterschaft 1973 | 9.    |                                 | Eva Baldeweg, Hannelore Burosch, Hannelore Zober, Jancker, Christine Gehlhoff, Barb Heinz, Silvia Heinrich, Kristina Richter, Waltraud Kretzschmar, Hannelore Junghans, Marion Tietz, Petra Kahnt, Bärbel Braun, Ilona Bönsch                                         |
| Weltmeisterschaft 1975 | 1.    | Peter Kretzschmar               | Hannelore Burosch, Eva Paskuy, Hannelore Zober, Christine Gehlhoff, Silvia Siefert, Karin Jänicke, Roswitha Krause, Evelyn Matz, Kristina Richter, Marion Tietz, Petra Kahnt, Waltraud Kretzschmar, Beate Kühn, Christina Rost, Christina Lange, Ursula Putzier       |
| Weltmeisterschaft 1978 | 1.    | Peter Kretzschmar, Klaus Franke | Hannelore Zober, Hannelore Burosch, Renate Rudolph, Evelyn Matz, Roswitha Krause, Kristina Richter, Marion Tietz, Katrin Krüger, Christina Rost, Petra Uhlig, Waltraud Kretzschmar, Eva Langenberg, Claudia Wunderlich, Kornelia Elbe, Birgit Heinecke, Sabine Röther |
| Weltmeisterschaft 1982 | 4.    | Peter Kretzschmar, Klaus Franke | Sabine Picken, Bärbel Suckow, Andrea Wolf, Kornelia Kunisch, Claudia Wunderlich, Christina Rost, Petra Uhlig, Angela Werner, Evelyn Geyer, Marion Tietz, Evelyn Hübscher, Katrin Krüger, Marion Schulz, Sybille Wagner, Sabine Kirschke, Iris Knaak                   |
| Weltmeisterschaft 1986 | 4.    | Peter Kretzschmar, Klaus Franke | Sabine Picken, Andrea Stolletz, Renate Zschau, Kornelia Kunisch, Kerstin Voigtländer, Liane Kämpf, Kerstin Nindel, Kerstin Knüpfer, Cordula David, Annegret Matthäus, Sigrun Unger, Evelyn Hübscher, Katrin Krüger, Marion Schulz, Marika Hoffmann, Kerstin Wolff     |
| Weltmeisterschaft 1990 | 3.    | Heinz Strauch, Lothar Doering   | Andrea Stolletz, Manuela Kelm, Anett Kuhlke, Gabriele Palme, Kerstin Mühlner, Anja Krüger, Carola Ciszewski, Marika Ahrens, Josefine Grosse, Sabine Quednau, Katrin Petzold, Karen Heinrich, Kerstin Nindel, Angela Werner, Katrin Mietzner                           |

### Olympische Spiele
| Veranstaltung | Platz | Trainer           | Spielerinnen |
| ------------- | ----- | ----------------- | --- |
| Olympia 1976  | 2.    | Peter Kretzschmar | Hannelore Burosch, Gabriele Badorek, Eva Paskuy, Christina Voß, Hannelore Zober, Petra Uhlig, Waltraud Kretzschmar, Christina Rost, Roswitha Krause, Evelyn Matz, Kristina Richter, Marion Tietz, Liane Michaelis, Silvia Siefert |
| Olympia 1980  | 3.    | Peter Kretzschmar | Hannelore Zober, Waltraud Kretzschmar, Christina Rost, Petra Uhlig, Renate Rudolph, Roswitha Krause, Kristina Richter, Marion Tietz, Kornelia Kunisch, Birgit Heinecke, Claudia Wunderlich, Katrin Krüger, Evelyn Hübscher        |